# Ziekte van Rendu-Osler-Weber
De ziekte van Rendu-Osler-Weber is een erfelijke aandoening. Ze wordt gekenmerkt door het ontstaan van directe verbindingen tussen aderen en slagaders, waarbij de haarvaten ontbreken. Neusbloedingen zijn de meest voorkomende klacht van mensen met deze aandoening. Er kunnen ook onderhuidse angiomen ontstaan. Dat zijn duidelijk zichtbare, donkerrode verkleuringen die wit worden wanneer je er op drukt. Deze verschijnselen worden veroorzaakt door een verwijding van de kleinere bloedvaten. Deze zijn het meest zichtbaar in de huid en de slijmviezen (bijvoorbeeld in de mond). Bij de ziekte van Rendu-Osler-Weber ontstaan ook abnormale verbindingen tussen slagaderen en aderen in andere delen van het lichaam zoals de hersenen, longen en darmen. Dit maakt bloedvaten kwetsbaarder met als gevolg dat er sneller bloedingen ontstaan.

## Diagnose
De ziekte van Rendu-Osler-Weber komt zowel bij mannen als vrouwen voor. Hoewel deze ziekte een aangeboren eigenschap is, treden de eerste symptomen (bloedneus) gewoonlijk pas op rond de leeftijd van tien jaar. De diagnose van deze aandoening vindt plaats op basis van de medische geschiedenis van de patiënt en een lichamelijk onderzoek. De afwijkende bloedvaten zijn meestal zichtbaar bij een gewoon lichamelijk onderzoek. Met hulp van röntgenfoto's kunnen afwijkingen in de longen worden opgespoord. Bij 7% van de volwassen volstaat een eenmalig onderzoek niet en is een herhaling van het onderzoek noodzakelijk. Bij kinderen bestaat echter vaker onzekerheid.

## Behandeling
De behandeling van deze ziekte richt zich vooral op de behandeling en het voorkomen van de bloedingen. Dit heeft vaak slechts een tijdelijk effect. Wegbranden of een laserbehandeling leidt vaak tot vermindering van de klachten, maar een herhaling van zo'n behandeling is vaak nodig. Het is meestal niet mogelijk alle kwetsbare plekken te behandelen of deze zelfs te vinden. Patiënten met afwijkingen in de darm lijden daarom soms aan ijzergebreksanemie.
Experimenteel wordt op dit moment thalidomide (generieke naam voor Softenon) voorgeschreven. De resultaten van dit middel zijn veelbelovend, zo is in verschillende studies aangetoond dat bloedingen afnemen en de vaten kwalitatief beter zijn bij thalidomide.